# 嵯峨根達雄
嵯峨根 達雄（さがね たつお、1900年（明治33年）4月3日 - 1997年4月）は日本の政治家。京都府舞鶴市長（1期）。

## 来歴
京都府舞鶴市出身。1914年（大正3年）高野小学校卒。1918年（大正7年）加佐郡役所に入り、その後愛宕郡役所に転じる。1924年（大正13年）文官普通試験に合格。1926年（大正15年）京都府属となり、地方課に勤務する。1929年（昭和4年）内務属として内務省土木局港湾課に勤務。内務省に勤務しながら法政大学専門部法律科に通い、1934年（昭和9年）卒業。1936年（昭和11年）内務土木事務官、1943年（昭和18年）運輸通信省港湾局に転任する。
1946年（昭和21年）神戸市役所に入り、理事兼港湾部長となる。翌1947年（昭和22年）舞鶴市助役となる。
1950年（昭和25年）舞鶴市長に当選。当選後は市の東西分離問題により、市政は混沌極まりない状態であった。そこで東西の融和に努め、市の東部にあった市役所庁舎を西部にも設置し、西部に総合病院たる赤十字病院を開院させた。また、旧軍港市転換法により、旧軍用地などの無償譲与を受け、上水道、市庁舎、公会堂、小中学校、公園などに利用転換させた。
市長は1954年（昭和29年）まで1期務め、1963年（昭和38年）に舞鶴市の市政功労者となった。